# Jieshou
Jieshou (chiń. 界首; pinyin Jièshǒu) – miasto na prawach powiatu we wschodnich Chinach, w prowincji Anhui, w prefekturze miejskiej Fuyang. W 2000 roku liczba mieszkańców miasta wynosiła 640 878.